# 舒炜光
舒炜光（1932年—1988年），笔名黟山，男，安徽黟县人，中国自然辩证法研究家，曾任吉林大学教授、博士生导师。